# Grigori Kazatxenko
Grigori Alekséievitx Kazatxenko rus: Григорий Алексеевич Казаченко (3 de maig de 1858 - 18 de maig de 1938) fou un compositor rus del Romanticisme.
Estudià en el Conservatori de Sant Petersburg i ja el 1883 fou nomenat mestre de cors de l'Òpera Imperial, donant-se després a conèixer com a director d'orquestra a Sant Petersburg i a París.
Va compondre les òperes El príncep Serebriani (Sant Petersburg (1902) i Pan Satkin (1902); 1 Obertura; 2 Suites orientals, per a orquestra; Airs de ballet, per a orquestra; i Fantasia per a violí i orquestra sobre temes russos i la cantata Rusalka.